# DZfoot
DZfoot est un site internet francophone algérien spécialisé dans l'actualité du football algérien créé en 1999, il est racheté par le groupe français Reworld Media en 2019.

## Historique
Fondé en 1999, il est l'un des premiers sites consacrés au football en Algérie.
En 2019, il est racheté par le groupe français Reworld Media,.

## DZfoot Awards
Chaque année, dans le cadre des DZFoot Awards, les lecteurs participent en désignant la révélation algérienne de l'année, par un sondage sur les réseaux sociaux.